# هومان
هومان هي قرية في مقاطعة تيران وكرون، إيران. عدد سكان هذه القرية هو 1,346 في سنة 2006.